# Эмеев, Алибеггаджи Зурканаевич
Алибеггаджи Зурканаевич Эмеев (22 августа 1992, Дылым, Дагестан, Россия) — российский борец вольного стиля.

## Спортивная карьера
Алибеггаджи начал заниматься борьбой с 8 лет в хасавюртовском училище олимпийского резерва. В 2008 году он выиграл первенство России среди юношей в Калининграде, в этом же году завоевав «бронзу» кадетского первенства Европы в латвийском Даугавпилсе, на которых он уступил лишь будущему Олимпийскому чемпиону грузину Владимиру Хинчегашвили. В 2013 году Алибеггаджи перешёл во взрослые. Став вторым призером на первенстве СКФО в Пятигорске, он получил право выступить на чемпионате России в Красноярске, где стал одним из открытий турнира, завоевав «бронзу», уступив лишь Магомеду Курбаналиеву. В марте 2014 года в составе сборной России стал серебряным призёром Кубка мира в Лос-Анджелесе.

## Спортивные результаты на крупных турнирах
- Чемпионат России по вольной борьбе 2013 — ;
- Кубок мира по борьбе 2014 — ;
- Чемпионат России по вольной борьбе 2015 — 5;

## Личная жизнь
Окончил хасавюртовский филиал Российского государственного социального университета. Является троюродным братом бойца UFC Рамазана Эмеева.